# Đoạn mồi
Phần định nghĩa và thảo luận dưới đây chỉ đúng cho thuật ngữ primer dùng trong sinh học phân tử.
Primer (còn có tên gọi khác là đoạn mồi) là một sợi nucleic acid (hoặc ribonucleic acid) dùng để làm đoạn khởi đầu cho quá trình nhân đôi của DNA. Hầu hết các DNA polymerase (enzyme xúc tác quá trình nhân đôi DNA) không thể bắt đầu tổng hợp một đoạn DNA mới mà thiếu primer. Vì nó chỉ gắn các nucleotide vào sợi primer có sẵn theo nguyên tắc bổ sung với sợi khuôn.
Trong hầu hết các quá trình sao chép DNA tự nhiên, mồi cơ bản cho việc tổng hợp DNA là sợi RNA ngắn. RNA này được tạo ra bởi RNA polymerase, nó được loại bỏ đi và được thay thế bằng DNA bởi DNA polymerase.
Nhiều kỹ thuật sinh học phân tử liên quan đến DNA polymerase, như kỹ thuật xác định trình tự DNA và PCR, cần đến mồi. Mồi dùng cho các kỹ thuật này thường ngắn (khoảng 20 base), là các phân tử DNA được tổng hợp nhân tạo. Cấu trúc thật sự của các mồi này bắt đầu bằng các 3'-hydroxyl nucleoside gắn với một cái gọi là CPG (controlled-pore glass). Đầu 5'-hydroxyl của nucleoside được dimethoxytrityl (DMT) bao phủ nhằm ngăn sự thành lập chuỗi nucleotide. để thêm vào 1 nucleotide thì phải loại bỏ DMT theo cách hóa học, và 1 nucleotide được thêm vào. Đầu 5'-hydroxyl của nucleotide mới bị khóa lại bởi DMT nhằm ngăn chặn sự gắn thêm vào 1 hay nhiều nucleotide trên 1 chuỗi. Sau đó, chu trình được lặo lại đối với mỗi nucleotide bằng 1 mồi. Đây chỉ là mô tả đơn giản, còn quy trình thực tế thì khá phức tạp. Vì thế, hầu hết các phòng thí nghiệm đều không tạo mồi trên chính nó.
Việc xác định trình tự DNA được dùng để xác định nucleotide trong sợi DNA. Phương pháp xác định trình tự được gọi là xác định trình tự dideoxy (hay còn gọi là phương pháp Sanger) dùng mồi làm marker khởi đầu cho phản ứng chuỗi.
Trong PCR, mồi được dùng để xác định các phân đoạn DNA mà được khuếch đại bởi PCR. Chiều dài của mồi thường không dài hơn 50 nucleotide (Do DNA thường là sợi đôi, nên chiều dài của nó được đo bằng cặp base. Chiều dài của DNA sợi đơn được đo bằng base hay nucleotide), và chúng kết hợp chính xác với điểm khởi đầu và kết thúc của phân đoạn DNA được khuếch đại. Chúng anneal (adhere) khuôn DNA ở điểm khởi đầu và kết thúc, tại đó DNA polymerase gắn và bắt đầu tổng hợp sợi DNA mới.
Việc lựa chọn chiều dài mồi và nhiệt độ nóng chảy của chúng dựa vào một số lý do. Nhiệt độ nóng chảy của mồi được định nghĩa là nhiệt độ thấp hơn nhiệt độ của mồi mà sẽ anneal khuôn DNA và cao hơn nhiệt độ làm mồi rời khỏi khuôn DNA. Nhiệt độ nóng chảy cần tăng lên theo độ dài của mồi. Mồi quá ngắn sẽ làm anneal một số vị trí trên khuôn DNA dài, dẫn đến các bản sao không đặc hiệu. Nói cách khác, chiều dài của mồi bị giới hạn bởi nhiệt độ làm nóng chảy nó. Nhiệt độ nóng chảy quá cao, nghĩa là trên 80 °C, có thể gây ra một số vấn đề do DNA poluymerase ít hoạt động ở nhiệt độ này. Chiều dài tối ưu của mồi vào khoảng 30 đến 40 nucleotide với nhiệt độ nóng chảy vào khoảng 60 °C đến 75 °C. Có một số cách để tính nhệit độ nóng chảy (TM) của mồi. (A, G, C và T tương ứng là số nucleotide của mồi. [Na+] là nồng độ Na+ trong PCR)
- Phương pháp "GC": Nhanh và đơn giản, với mồi dài trên 13 nucleotide.
{\displaystyle T_{M}=64+{\frac {G+C-16.4}{A+G+C+T}}}
- Phương pháp "điều chỉnh bằng muối": chính xác hơn GC, với mồi dài hơn 13 nucleotide.
{\displaystyle T_{M}=100.5+41*{\frac {C+G}{A+C+G+T}}-{\frac {820}{A+C+G+T}}*16.6*log_{10}([Na^{+}])}
- Base-stacking calculation: chính xác nhất, nhưng phức tạp

{\displaystyle T_{M}={\frac {\Delta H{\frac {kcal}{Mol*^{o}C}}}{\Delta S+Rln({\frac {primer}{2}})}}-273.15^{o}C}
trong đó
{\displaystyle \Delta H} là enthalpy của tương tác base stacking điều chỉnh cho các nhân tố khởi đầu vòng xoắn (helix)
{\displaystyle \Delta S} là entropy của base stacking điều chỉnh cho các nhân tố khởi đầu helix và điều chỉnh nồng độ muối cho emtropy
{\displaystyle R} is the universal gas constant {\displaystyle \left({\frac {1.987Cal}{Mol*^{o}C}}\right)}
Cũng vậy, mồi không anneal dễ dàng với chính nó và những cái cùng loại với nó, thành lập nên các loop hoặc kẹp tóc trong quy trình. Điều này làm cản trở việc anneal khuôn DNA. Tuy nhiên, càc kẹp tóc nhỏ thường không thể tránh khỏi.
Đôi khi cũng sử dụng mồi phân giải. Các mồi này là một hỗn hợp mồi giống nhau, nhưng chưa xác định. Chúng có thể thích hợp nếu gene giống nhau được khuếch đại từ các sinh vật khác nhau. Có các cách sử dụng khác đối với mồi phân giải là khi mồi thiết kế dựa vào trình tự protein. Một số codon khác nhau có thể mã hóa cho một amino acid. Vì vậy trình tự của mồi tương ứng với amino acid isoleucine có thể là "ATH", trong đó A thay cho adenine, T cho thymine, và H adenine, thymine, hoặc cytosine. (Xem mã di truyền trong các bài sau này về codon) Sử dụng mồi phân giải có thể làm giảm tính đặc hiệu của quá trình khuếch đại PCR. Vấn đề có thể được giải quyết từng phần bằng cách sử dụng Touchdown PCR.

## Hình ảnh